# جندب برتقالي الجناح
جندب برتقالي الجناح (الاسم العلمي Pardalophora phoenicoptera)، نوع من جنادب الفرقة المجنحة وينتمي إلى فصيلة الجرادية. يوجد في أمريكا الشمالية.